# رايموندو سانتوس
رايموندو سانتوس (بالبرتغالية: Raimundo Santos‏) هو عداء مسافات طويلة برتغالي، ولد في 18 أغسطس 1967.

## وصلات خارجية
- رايموندو سانتوس على موقع الاتحاد الدولي لألعاب القوى (الإنجليزية)
- رايموندو سانتوس على موقع الاتحاد الأوروبي لألعاب القوى (الإنجليزية)
- رايموندو سانتوس على موقع أوليمبيديا (الإنجليزية)